# Coupe arabe de la FIFA 2025
Navigation
Qatar 2021 Qatar 2029
La Coupe arabe de la FIFA 2025 (en arabe : كأس العرب فيفا 2025) sera la 11e édition de la Coupe arabe des nations, le tournoi de football des équipes nationales du monde arabe. Il s'agira de la deuxième édition sous la juridiction de la FIFA, les éditions précédentes ayant été organisées par l'Union des associations arabes de football (UAFA). Le tournoi se déroulera au Qatar du 1er au 18 décembre 2025. C'est la troisième fois que le Qatar accueille la compétition après les éditions de 1998 et 2021. L'Algérie est championne en titre.

## Participants
Parmi les 23 équipes participantes, le Qatar, pays hôte, l'Algérie, championne en titre, et les sept équipes les mieux classées au classement mondial de la FIFA d'avril 2025 se sont automatiquement qualifiées pour la phase de groupes. Les 14 équipes restantes disputeront sept matchs de qualification en matches simples, les sept vainqueurs accédant à la phase de groupes. Cette dernière se déroulera en quatre groupes de quatre équipes selon un format de poules rondes, les deux meilleures équipes de chaque groupe se qualifiant pour la phase à élimination directe, qui comprendra des quarts de finale, des demi-finales, un match de barrage pour la troisième place et la finale.
Les 14 équipes qualifiées ont été appariées en fonction de leur classement mondial de la FIFA d'avril 2025 et se composent des sept équipes les moins bien classées de l'AFC et de la CAF. L'équipe de l'AFC la mieux classée affronte l'équipe de la CAF la moins bien classée, la deuxième équipe de l'AFC la mieux classée affronte l'avant-dernière équipe de la CAF, et ainsi de suite, créant ainsi sept confrontations interconfédérales. Les vainqueurs des matchs de qualification 1, 2 et 3 occuperont les positions 2, 3 et 4 du Pot 3 pour le tirage au sort final du tournoi, tandis que les vainqueurs des quatre matchs restants seront placés dans le Pot 4 dans l'ordre.
légende
- Équipes qualifiées pour la Coupe arabe sans tour de qualification

| Équipe              | Confédération | Participation No | Participations précédentes                               | Classement FIFA |
| ------------------- | ------------- | ---------------- | -------------------------------------------------------- | --------------- |
| Maroc               | CAF           | 5e               | 4 (1998, 2002, 2012,2021)                                | 12              |
| Egypte              | CAF           | 6e               | 5 (1988, 1992, 1998, 2012, 2021)                         | 32              |
| Algérie             | CAF           | 4e               | 3 (1988, 1998, 2021)                                     | 36              |
| Tunisie             | CAF           | 4e               | 3 (1963, 1988, 2021)                                     | 49              |
| Qatar (hôte)        | AFC           | 4e               | 3 (1985, 1998, 2021)                                     | 55              |
| Arabie Saoudite     | AFC           | 8e               | 7 (1985, 1988, 1992, 1998, 2002, 2012, 2021)             | 58              |
| Irak                | AFC           | 7e               | 6 (1964, 1966, 1985, 1988, 2012, 2021)                   | 59              |
| Jordanie            | AFC           | 10e              | 9 (1963, 1964, 1966, 1985, 1988, 1992, 1998, 2002, 2021) | 62              |
| Emirats Arabes Unis | AFC           | 3e               | 2 (1998, 2021)                                           | 65              |
| Oman                | AFC           | —                | 2 (1966, 2021)                                           | 77              |
| Bahreïn             | AFC           | —                | 6 (1966, 1985, 1988, 2002, 2012, 2021)                   | 84              |
| Syrie               | AFC           | —                | 8 (1963, 1966, 1988, 1992, 1998, 2002, 2012, 2021)       | 93              |
| Palestine           | AFC           | —                | 4 (1966, 1992, 2002, 2012, 2021)                         | 101             |
| Comores             | CAF           | —                | —                                                        | 105             |
| Mauritanie          | CAF           | —                | 2 (1985, 2021)                                           | 110             |
| Liban               | AFC           | —                | 8 (1963, 1964, 1966, 1988, 1998, 2002, 2012, 2021)       | 112             |
| Soudan              | CAF           | —                | 4 (1998, 2002, 2012, 2021)                               | 114             |
| Libye               | CAF           | —                | 4 (1964, 1966, 1998, 2012)                               | 117             |
| Koweit              | AFC           | —                | 8 (1963, 1964, 1966, 1988, 1992, 1998, 2002, 2012)       | 134             |
| Yémen               | AFC           | —                | 3 (1966, 2002, 2012)                                     | 158             |
| Soudan du Sud       | CAF           | —                | —                                                        | 170             |
| Djibouti            | CAF           | —                | —                                                        | 192             |
| Somalie             | CAF           | —                | —                                                        | 201             |

## Villes et stades
Le 24 Mai 2025, le comité d'organisation qatari a annoncé les six villes hôtes qui vont accueillir la Coupe Arabe, tout ces stades ont été utilisés pour la Coupe du Monde 2022. Il a été annoncé que comme pour la Coupe du Monde, le stade Al Bayt accueillera le match d'ouverture tandis que le Stade de Lusail clôturera la compétition avec la finale.
| Lusail                        | Al Khor             | Doha                 |
| ----------------------------- | ------------------- | -------------------- |
| Stade de Lusail               | Stade Al-Bayt       | Stade 974            |
| Capacity: 88,966              | Capacity: 68,895    | Capacité: 44,089     |
|                               |                     |                      |
| Al Rayyan                     |                     |                      |
| Khalifa International Stadium | Stade Ahmed-ben-Ali | Stade Education City |
| Capacité: 45,857              | Capacité: 45,032    | Capacité: 44,667     |
|                               |                     |                      |

## Tour de qualification
Les 14 équipes les moins bien classées au classement mondial de la FIFA se rencontreront, lors d'un seul match à élimination directe. Aucun tirage au sort n'a été organisée. Les matchs se sont décidés par le classement. L'équipe la mieux classée d'Asie rencontre l'équipe la moins bien classée d'Afrique, la deuxième la mieux classée de l'Asie affronte la sixième la moins bien classée d'Afrique et ainsi de suite.

### Sommaire
| Match | Date | Lieu | Équipe 1  | Résultat | Équipe 2      |
| ----- | ---- | ---- | --------- | -------- | ------------- |
| 1     | -    | -    | Oman      |          | Somalie       |
| 2     | -    | -    | Bahreïn   |          | Djibouti      |
| 3     | -    | -    | Syrie     |          | Soudan du Sud |
| 4     | -    | -    | Palestine |          | Libye         |
| 5     | -    | -    | Liban     |          | Soudan        |
| 6     | -    | -    | Koweït    |          | Mauritanie    |
| 7     | -    | -    | Yémen     |          | Comores       |

| Match de qualification 1 | Oman | - | Somalie |  |  |
|                          |      |   |         |  |  |

| Match de qualification 2 | Bahreïn | - | Djibouti |  |  |
|                          |         |   |          |  |  |

| Match de qualification 3 | Syrie | - | Soudan du Sud |  |  |
|                          |       |   |               |  |  |

| Match de qualification 4 | Palestine | - | Libye |  |  |
|                          |           |   |       |  |  |

| Match de qualification 5 | Liban | - | Soudan |  |  |
|                          |       |   |        |  |  |

| Match de qualification 6 | Koweït | - | Mauritanie |  |  |
|                          |        |   |            |  |  |

| Match de qualification 7 | Yémen | - | Comores |  |  |
|                          |       |   |         |  |  |

## Phase finale

### Tirage au sort
Le tirage au sort de la phase de groupes a eu lieu le 25 mai 2025 à 20h00 (UTC+3) AST à l'hôtel Raffles de Doha, au Qatar. Il a été effectué par Jaime Yarza, directeur des tournois de la FIFA, et quatre joueurs, actuels et anciens : Hassan Al Haydos (Qatar), Rabah Madjer (Algérie), Yasser al-Qahtani (Arabie saoudite) et Wael Gomaa (Égypte).
Les seize équipes ont été réparties en quatre groupes de quatre. Le tirage au sort a commencé par le chapeau 1 et s'est terminé par le chapeau 4. Une équipe a été tirée au sort et placée dans le premier groupe disponible en fonction de sa position dans le chapeau (c'est-à-dire la position 1 pour le chapeau 1).
Le Qatar, pays hôte, et l'Algérie, championne de la coupe arabe de la FIFA 2021, ont été automatiquement placés dans le chapeau 1 et assignés respectivement aux positions A1 et D1. Les équipes qualifiées d'office restantes ont été réparties dans leurs chapeaux respectifs selon le Classement mondial de la FIFA d'avril 2025 (voir ci-dessous). Les Émirats arabes unis, l'équipe la moins bien classée et qualifiée d'office, seront rejoints dans le chapeau 3 par les vainqueurs des matchs de qualification 1 à 3, tandis que le chapeau 4 réunira les vainqueurs des matchs de qualification 4 à 7.
| Chapeau 1                                                  | Chapeau 2                                                 | Chapeau 3 | Chapeau 4 |
| ---------------------------------------------------------- | --------------------------------------------------------- | --- | --- |
| Qatar (pays hôte) (55) Maroc (12) Égypte (32) Algérie (36) | Tunisie (49) Arabie saoudite (58) Irak (59) Jordanie (62) | Émirats arabes unis (65) Vainqueur Match de qualification 1 Vainqueur Match de qualification 2 Vainqueur Match de qualification 3 | Vainqueur Match de qualification 4 Vainqueur Match de qualification 5 Vainqueur Match de qualification 6 Vainqueur Match de qualification 7 |

| Qatar                              | Maroc                              | Égypte                             | Algérie                            |            |           |        |
| Tunisie                            | Arabie saoudite                    | Jordanie                           | Irak                               |            |           |        |
| Vainqueur Match de qualification 1 | Vainqueur Match de qualification 4 | Émirats arabes unis                | Vainqueur Match de qualification 2 |            |           |        |
| Vainqueur Match de qualification 4 | Vainqueur Match de qualification 7 | Vainqueur Match de qualification 6 | Vainqueur Match de qualification 5 | Mauritanie | Palestine | Soudan |